# Monte Disgrazia
El Monte Disgrazia (llombard: Munt Des'giascia) és una muntanya dels Alps italians. Culmina a una altitud de 3.678 metres per sobre del nivell del mar.